# 柳家金語楼
初代柳家 金語楼（やなぎや きんごろう 1901年2月28日 - 1972年10月22日）は、喜劇俳優、落語家、落語作家・脚本家（筆名・有崎勉）、発明家、陶芸家。本名は山下 敬太郎（やました けいたろう）。落語家時代の出囃子は『琉球節』。禿頭を売り物にし、エノケン、ロッパと並ぶ三大喜劇人として知られた。戦前は主に吉本興業（東京吉本）に所属し、戦後は自ら「金星プロ」を立ち上げた。旧字体による芸名表記は柳家金語樓。

## 来歴

### 落語家として
- 1901年（明治34年）に落語家であり東京の芝の葉茶屋「山下園」を営んでいた三遊亭金勝の長男として生まれる。兄弟に男四人、女一人の長男。父金勝は、金語楼が初舞台を踏んだ時に2代目三遊亭金馬の演芸団（三遊亭金馬一座）の一員として金勝を名乗りドサ回りを行い、1931年には三遊亭金翁を名乗った人物である。
- 1907年 2代目三遊亭金馬一座で天才少年落語家としてデビュー。三遊亭金登喜（きんとき）を名乗る[注釈 1]。
- 1913年ころ に三遊亭小金馬を襲名し二つ目昇進。
- 1920年6月 3代目柳家小さん門下に移り、初代柳家金三で真打昇進。

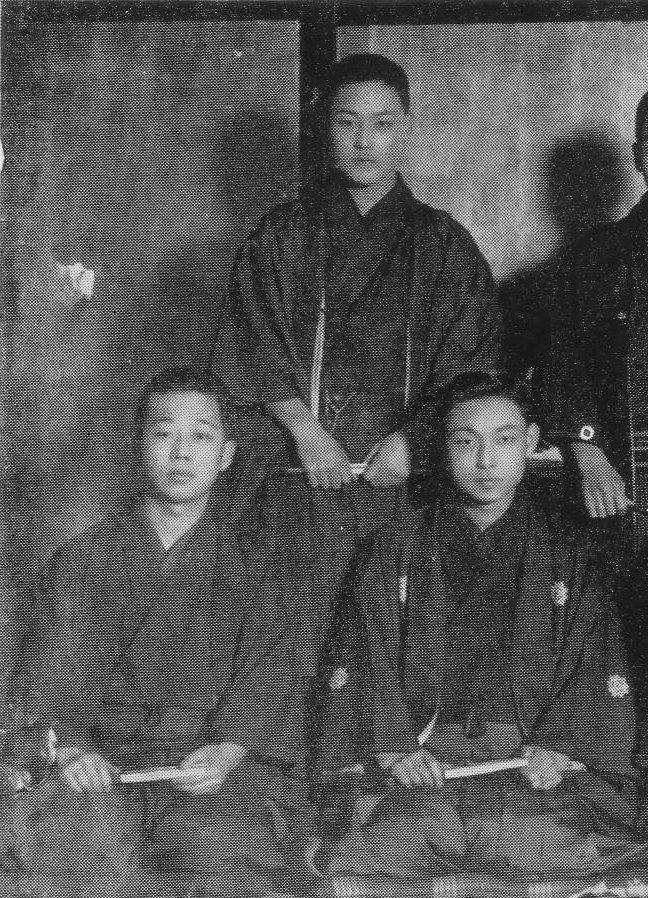
1921年ごろ、金三時代
柳家金語楼（左。当時柳家金三）、橘家圓晃（中央。当時三遊亭窓之助）、六代目三遊亭圓生（右。当時五代目橘家圓好）とともに

- 1921年 陸軍に入隊（朝鮮龍山に駐屯の第20師団歩兵第72連隊）。同期入隊に長唄・芳村伊十郎、浪曲・初代港家小柳丸、清元・清元梅次がいた。戦地では紫斑病に侵され頭髪が抜け落ちる。突然体中に紫色の斑点が出て衛戍病院で診察を受けると紫斑病と診察される、薬を貰い5日ほどで斑点が消え完治するが、その薬の副作用で体中がヒリヒリし髪の毛が途端に抜け落ちた。
- 1922年 除隊。新作の「噺家の兵隊」で売り出す。兄弟子初代柳家三語楼門下に移籍。
- 1924年6月 初代柳家金語楼となる。
- 1930年 6代目春風亭柳橋らと日本芸術協会（現在の落語芸術協会）を結成。
- 1942年 警視庁に落語家の鑑札返上（噺家廃業）。

### 喜劇俳優としての芸歴および戦後の活動
- 1928年 曾我廼家五九郎に勧められ、五九郎劇『二等兵』に出演。
- 1936年1月 出版社「金語楼社」を設立、自ら編集長となり広報誌「笑話」を月刊で出版、9か月で資金不足で廃刊。
- 1938年 吉本興業に所属。吉本と大阪朝日新聞主催の慰問団「わらわし隊」に参加。
- 1940年 金語楼劇団旗揚げ。
- 1944年 戦争が激しくなり、この頃は舞台中でも空襲警報が鳴ったり、空襲で火事が起きた時などは軍服に着替え受け持つ地域の消火準備や消火に当たる警備召集の任務に就いた。
- 1945年 知人の軍人の紹介により陸軍航空本部所属となり、中佐として飛行場建設特設隊の任務に就く[要出典]。肩書だけで主に活動は慰問隊であった。8月の終戦を和歌山の高射砲隊の慰問中に山の農家の小屋のラジオ放送で知る。あまりにもショックでその場に立ち尽くした。すぐに大阪に戻って給料替わりで配給の毛布などを受け取り家族の住む疎開先の山形に行き過ごす。しばらくして映画などの活動を再開。
- 1953年 NHKテレビ『ジェスチャー』出演[2]。
- 1954年 日本喜劇人協会結成。副会長就任。
- 1956年 ラジオ東京テレビ『おトラさん』放送開始。当たり役となる。
- 1967年 紫綬褒章を受章。
- 1968年 日本喜劇人協会会長就任。
- 1972年10月18日、仕事中に倒れ慶應病院で検査した結果、胃がんが発覚し、すでに肝臓や腰椎まで転移していた。4日後の10月22日に胃がんのため死去[3]。71歳没。墓所は品川本立寺。戒名は「金語楼笑里日敬居士」。

## エピソード・その他
- 芸名の柳家金語楼は元より、自分の顔まで商標登録していた。[要出典]
- 前掲の2代目三遊亭金馬一座は、落語家のみの一座というわけでなく、芸を売るというより見世物小屋としての色彩が強かった。その中に凄惨な事件の被害者として知られた芸者妻吉がいた。1905年、中川萬次郎が発狂し愛人芸者6人を日本刀で斬りつけた「堀江六人斬り」で，両腕を切断されながらもただ一人生き残った。金馬に請われて旅回りの芸人となっていた。その後一念発起して口で筆を使い遂には住職となり、名を大石順教と改めた。一座に所属していた妻吉は、その一座での柳家金語楼のデビュー高座を見て、「私、坊やのこと大好きよ」と褒めちぎった。少年にとって何よりの喜びであったろう。
- 戦前は吉本興業（東京吉本）に所属し、横山エンタツ・花菱アチャコ・柳家三亀松・川田義雄と共に吉本の五大スターと称された。因みに、戦前の吉本で最も高給を取っていたのが金語楼である。日中戦争開始後、吉本が戦地慰問のために中国大陸に派遣したわらわし隊にも参加し、敵襲に晒されかねない危険な状況下で、旅順・天津・北京等を慰問して回った。戦前に吉本が東宝と提携して製作した数多くの喜劇映画でも主演を務めており、現在でもビデオ等で見ることが出来る。こうしたこともあって、現在でも吉本の社内では金語楼の功績は高く評価されており、大阪・難波にある吉本直営の演芸場・なんばグランド花月では、正面入り口に横山エンタツ・花菱アチャコ、あきれたぼういずらと共に、金語楼の大きな肖像画が掲げられていた。
- 落語家を廃業したのは戦時下のことであり、二足のわらじを当局が許さなかったため、やむを得ず行ったもの。従って、戦後も落語と縁が切れたわけではなく、有崎勉[注釈 2]のペンネームで新作落語を毎月発表。5代目古今亭今輔、5代目春風亭柳昇らがこれを演じた。また、自身も無所属ながら機会があるたびに高座に上がっていた。主な作品は、古典の改作物「きゃいのう」・新作では「酒は乱れ飛ぶ」「笑いの先生」「アドバルーン」人情噺風の「ラーメン屋」など数五百あまりの作品がある。SPレコードも多数吹き込んでいる。
- 発明家としても著名。学童が体育の授業時に被る「赤白帽」などを実用新案登録し、副収入を得た[要出典]。
- 大阪の横山エンタツ・花菱アチャコが新しい形の漫才を演じると、これに触発され、一門の柳家梧楼と柳家緑朗に高座で掛け合いを演じさせた。なお、梧楼・緑朗はのちにリーガル千太・万吉と改称。今日の東京漫才の元祖とされた。
- 父は三遊亭金勝。三遊亭金時（山下市郎）（山下武の著書では本名を「一郎」、三遊亭千馬）、先代昔々亭桃太郎（山下喜久雄）は実弟。また実子は以下の通り。嫡子としてテレビ朝日で『大正テレビ寄席』のディレクターから小説研究・大学講師に転じた、山下武がいる。また愛人（事実上の妻）の子としてロカビリー歌手の山下敬二郎と女優・声優の有崎由見子。
- 金語楼は、本妻・愛人を含めて5人の妻がいた。ギャラを受け取ると、それをきっちり5等分にし、5人に分け隔てなく渡したという。ただし、このことは子供たちには知らされていないこともあり、息子の山下敬二郎は、金語楼の葬儀の際にこの事実を知り、驚愕したという。
- 姪の小桜京子は女優で、駅前シリーズなどの映画に出演した。1964年に初代引田天功と結婚し、一人娘の引田有美（声優）をもうけている。（京子は1970年に離婚）。
- 金語楼の演じていた兵隊落語は、上方落語の噺家である桂三八や8代目朝寝坊むらくの影響である。前者の三八は金語楼と共通点が多く、100キログラム以上の禿頭の巨漢で、兵隊出身であり、兵隊落語で人気を博していた。金語楼はこの三八の枕を東京に持ち込みアレンジしていた。後者の朝寝坊むらくは日露戦争に従軍していてその時の体験談を落語に取り入れてた。
- 過去に金語楼の名を名乗った人物は確認出来ていないが、柳家禽語楼を名乗っていた落語家がいた。そこで金語楼を名乗る際に、遺族と3代目柳家小さんに許可を貰っている。
- 将棋、麻雀が好きで紫綬褒章を受章した際には同じ紫綬褒章受章者の塚田正夫永世9段から初段の免状を受けた[要出典]。また戦前は久能山長五郎という十両の力士のタニマチをしていた。またギャンブルは苦手であった。

## 主な出演

### 映画
- 俺は水兵（1935年、J.O.トーキー、監督：永富映次郎）※主演
- 武士道朗かなりし頃（1936年、P.C.L.、監督：松井稔）※主演
- 水戸黄門漫遊記　東海道の巻（1938年、東宝京都＝吉本興業、監督：斎藤寅次郎）※主演
- プロペラ親爺（1939年、東宝東京＝吉本興業、監督：渡辺邦男）※主演
- 金語楼の大番頭（1939年、東宝東京、監督：岡田敬）※主演
- 金語楼の親爺三重奏（1939年、東宝東京、監督：小国英雄）※主演
- 金語楼のむすめ物語（1940年、東宝京都、監督：中川信夫）※主演
- 金語楼の噫無情（1940年、東宝東京、監督：渡辺邦男）※主演
- 明朗五人男（1940年、東宝京都、監督：斎藤寅次郎）
- お医者さん（1941年、東宝東京、監督：岡田敬）※主演
- 素晴らしき金鉱（1941年、東宝京都、監督：斎藤寅次郎）※主演
- 愉しき哉人生（1944年、東宝、監督：成瀬巳喜男）※主演
- 縁は異なもの（1947年、吉本プロダクション、監督：石田民三）
- 誰がために金はある（1948年、新東宝、監督：斎藤寅次郎）
- タヌキ紳士登場（1948年、吉本興業、監督：小田基義）
- シミ金の結婚選手（1948年、松竹大船、監督：野村浩将）
- 親馬鹿大将（1948年、大映東京、監督：春原政久）※主演
- 唄まつり百万両（1948年、新東宝、監督：斎藤寅次郎）※主演
- 向う三軒両隣り・白百合の巻（1948年、新東宝、監督：渡辺邦男）※主演
- 嫁入聟取花合戦（1949年、新東宝＝吉本プロダクション、監督：斎藤寅次郎）
- 花くらべ狸御殿（1949年、大映京都、監督：木村恵吾）櫟林のポン役
- あきれた娘たち（1949年、新東宝、監督：斎藤寅次郎）※主演
- 幽霊列車（1949年、大映京都、監督：野淵昶）※主演
- 脱線恋愛三代記（1950年、新東宝、監督：斎藤寅次郎）※主演
- なやまし五人男（1950年、新東宝、監督：小杉勇）
- 戦後派親父（1950年、新東宝、監督：斎藤寅次郎）※主演
- バナナ娘（1950年、新東宝＝青柳プロダクション、監督：志村敏夫）
- アマカラ珍道中（1950年、青柳プロダクション＝新東宝、監督：中川信夫）※主演
- 海を渡る千万長者（1951年、松竹京都、監督：斎藤寅次郎）
- 初恋トンコ娘（1951年、松竹大船、監督：斎藤寅次郎）※主演
- 東京河童まつり（1951年、新東宝、監督：斎藤寅次郎）※主演
- 大当りパチンコ娘（1952年、新東宝、監督：斎藤寅次郎）※主演
- 娘初恋ヤットン節（1952年、大映東京、監督：佐伯幸三）※主演
- 恋風五十三次（1952年、東映京都、監督：中川信夫）胡麻の蝿役
- 花嫁花婿チャンバラ節（1952年、大映東京、監督：佐伯幸三）
- 娘十九はまだ純情よ（1952年、新東宝、監督：毛利正樹）
- アチャコ青春手帖　大阪篇（1952年、吉本プロダクション、監督：野村浩将）
- 名探偵アジャパー氏（1953年、新東宝、監督：佐伯幸三）
- 初笑い寛永御前試合（1953年、新東宝、監督：斎藤寅次郎）
- 初笑い底抜け旅日記（1955年、東宝、監督：青柳信雄）
- 金語楼のお巡りさん（1956年、新東宝、監督：青柳信雄）※主演
- サザエさん（東宝） 山中老人役
  - サザエさん（1956年、東宝、監督：青柳信雄）
  - 続・サザエさん（1957年、東宝、監督：青柳信雄）
  - サザエさんの青春（1957年、東宝、監督：青柳信雄）
  - サザエさんの結婚（1959年、東宝、監督：青柳信雄）
  - サザエさんの新婚家庭（1959年、東宝、監督：青柳信雄）
  - サザエさんの脱線奥様（1959年、東宝、監督：青柳信雄）
  - サザエさんの赤ちゃん誕生（1960年、東宝、監督：青柳信雄）
  - サザエさんとエプロンおばさん（1960年、東宝、監督：青柳信雄）
  - 福の神 サザエさん一家（1961年、東宝、監督：青柳信雄）
- ますらを派出夫会（1956年、東京映画、監督：小田基義）亀山寅造役
- おトラさん（1957年、東京映画、監督：小田基義）※主演
- 爆笑・水戸黄門漫遊記（1959年、東宝、監督：斎藤寅次郎）※主演
- 日本誕生（1959年、東宝、監督：稲垣浩） - 思金神[4][5]
- 金語楼の三等兵（1959年、新東宝、監督：曲谷守平）※主演
- 金語楼の海軍大将（1959年、新東宝、監督：曲谷守平）※主演
- 喜劇 駅前弁当 (1961年、東宝、監督：久松静児） 及川七左衛門役
- 誰よりも金を愛す（1961年、新東宝、監督：斎藤寅次郎）
- お世継ぎ初道中（1961年、東映京都、監督：内出好吉）都築内膳役
- 忠臣蔵 花の巻・雪の巻（1962年、東宝、監督：稲垣浩）畳屋音吉役
- クレージー映画（東宝）
  - クレージー作戦 先手必勝（1963年、東宝、監督：久松静児）山形屋龍平役
  - 香港クレージー作戦（1963年、東宝、監督：杉江敏男）社長役
- 海抜0米（1964年）黒田組かしら役

### テレビ
- ジェスチャー（1953年 - 1968年、NHK）：白組キャプテン
- こんにゃく問答（1954年 - 1957年、NHK）：八っつぁん役
  - こんにゃく談義[6]（1957年 - 1961年、NHK）
- おトラさん（1956年 - 1959年、ラジオ東京テレビ / 1959年 - 1960年、NET）：豪野トラ役
- ぼくらのお巡りさん（1957年、ラジオ東京テレビ）
- 金語楼のお巡りさん（1958年、ラジオ東京テレビ）
- 泣き笑い50年 柳家金語楼の芸能生活50年記念番組（1959年、大阪テレビ）
- 我が家は楽し（1959年、NET）
- コメディー 人情往診鞄（1959年、NET）
- 金語楼劇場 私立探偵の巻（1960年、日本テレビ）
- 喜劇大学 珍版太閤記（1960年 - 1961年、ラジオ東京テレビ→TBS）
- 学園まえ（1961年 - 1962年、NHK）
- 青春をわれらに（1962年、NHK）
- てなもんや三度笠 山陽・九州・四国編（1964年頃、朝日放送）：西郷隆盛役
- 新・新三等重役（1966年、日本テレビ＝東宝＝テアトルプロダクション）
- エプロンおばさん 第2期 第14話（1967年、日本テレビ）第15話ゲスト
- 待ッテマシタ!（1967年、フジテレビ）
- かみなり三代（1968年 - 1969年、日本テレビ＝日活）：中条兵太郎役
- 青空にとび出せ!（1969年、TBS＝国際放映）第7話ゲスト
- 変身忍者嵐（1972年、毎日放送＝東映）第16話ゲスト：からくり細工名人 作兵衛役[7]
- プレイガール 第183話「温泉町の流れ医者」（1972年、12ch）：依田役

ほか

### ラジオ
- オヤカマ氏とオイソガ氏（1957年 - 1966年、文化放送）

## 弟子
金語楼は一座「金語楼劇団」を組織していた為弟子や古老の落語家が多く属した。
- 柳家緑朗
- 柳家寿朗
- 柳家金太夫
- 7代目都家歌六
- 昔々亭桃太郎（実弟）
- 柳家金蔵
- 柳家金之助
- 東美江（のちに声優となる）
- 丘寵児